# Mo tian da lou
Mo tian da lou (摩天大楼S), noto anche con i titoli internazionali Skyscraper e A Murderous Affair in Horizon Tower, è una serie televisiva trasmessa dalla Tencent Video a partire dal 19 agosto 2020.

## Trama
Zhong Meibao, l'affascinante proprietaria di una caffetteria, viene ritrovata morta nel celebre grattacielo noto a tutti come "Torre dell'orizzonte", in circostanze a dir poco misteriose. Inizialmente il caso sembra di facile risoluzione, dato che viene subito trovato un sospettato nelle vicinanze del cadavere, e l'omicidio viene etichettato come crimine passionale. In seguito si viene però a scoprire che la ragazza aveva avuto un passato estremamente oscuro, e che l'intera sua famiglia – oltre ad altre persone che si trovavano nel grattacielo – avevano ben più di una ragione per volerla morta.